# Bergantín Araucano (1°)
El bergantín Araucano fue un bergantín español de nombre Carmelo capturado por las autoridades chilenas en el puerto de San Antonio el 6 o 7 de abril de 1817.
En poder de Chile se le armó con 6 carronadas, pero al poco tiempo, mediados de julio del mismo año, fue dejado fuera de servicio por el mal estado general que presentaba.

## Características
En 1817, cuando fue capturado, estaba en muy mal estado. Estaba aparejado como bergantín y se le armó con 6 carronadas.

## Historia
Bergantín de comercio español de nombre Carmelo, fue capturado el 6 o 7 de abril de 1817 por las autoridades patriotas chilenas en el puerto de San Antonio empleando el ardid de dejar la ciudad con banderas españolas lo que engañó a su tripulación.
Se le armó con 6 carronadas y entre el 1 y 7 de julio de 1817 participó en una expedición de búsqueda de la corbeta española Sebastiana. A mediados de julio del mismo año fue dejado fuera de servicio por el mal estado general que presentaba.